# Parc de la Font del Racó
El parc de la Font del Racó està situat al vessant sud de la serra de Collserola, al barri de Sant Gervasi - la Bonanova de Barcelona, catalogat com a bé amb elements d'interès (categoria C). Va ser creat el 1926 per l'arquitecte Nicolau Maria Rubió i Tudurí.

## Descripció
Es tracta un parc forestal, situat a la falda del Tibidabo. En la seva part superior es troba el funicular d'ascens al Parc d'Atraccions Tibidabo. El terreny es troba en una forta pendent, que forma una ombrívola fondalada en la seva part inferior. La zona es recorre a través d'uns sinuosos camins que salven el desnivell, a vegades amb l'ajuda d'escales i baranes de fusta, en un estil rústic que s'adapta a la naturalesa circumdant. El bosc és a certes zones bastant tancat, amb arbres frondosos entre els quals destaquen els roures, els pins i els lledoners. En la part inferior hi ha la font del Racó, que dona nom al parc, i a prop se situa una placa en record a l'artista Apel·els Mestres, obra de Francesc Socies i March, col·locada el 1938.
Entre les espècies presents es troben: el lledoner (Celtis australis), el pi pinyer i pi blanc (Pinus pinea i Pinus halepensis), el garrofer (Ceratonia siliqua), l'alzina (Quercus suber i Quercus ilex), l'acàcia borda (Robinia pseudoacacia), el fals pebrer (Schinus molle), el xiprer de Lambert (Cupressus macrocarpa), la palmera canària (Phoenix canariensis), l'olivera (Olea europaea), l'eucaliptus blau (Eucalyptus globulus) i la bellaombra (Phytolacca dioica). Destaca especialment un exemplar de roure cerrioide centenari (Quercus cerrioides), que forma part del Catàleg d'Arbres d'Interès Local de Barcelona.